# Tasso da Silveira
Tasso Azevedo da Silveira OSE (Curitiba, 11 de março 1895 — Rio de Janeiro, 02 de dezembro de 1968) foi um escritor e poeta brasileiro. Foi um dos representantes da ala espiritualista do modernismo brasileiro, ao lado de Alceu Amoroso Lima e Cecília Meireles. Ganhou um importante reconhecimento nos círculos literários, sendo considerado por Gerardo Melo Mourão como “talvez o maior poeta cristão das nossas letras”.
Alceu Amoroso Lima afirmou que a obra de Tasso é a que, no Brasil, possui “a poesia em seu mais puro estado”. Reagindo contra a cidade cosmopolita, ressalta nele um lirismo construído com o sentimento do imponderável. Segundo Adonias Filho, a poesia de Tasso da Silveira gira em torno do Brasil e do amor à pátria, tendo uma missão concreta e clara, isto é, a de salvá-lo das suas desgraças. Dessa forma, Tasso buscava operar uma redenção para que o Brasil assumisse a vocação de ser o “novo eleito”, para “reintroduzir no mundo a inocência perdida”. Assim, Tasso da Silveira recebeu o título de “o poeta do povo brasileiro”.
Em 1957, foi homenageado pela Academia Brasileira de Letras com o Prêmio Machado de Assis, pelo total de sua obra.

## Biografia
Era filho do poeta simbolista Silveira Neto.
Formou-se em Ciências Jurídicas e Sociais pela Faculdade Nacional de Direito da Universidade Federal do Rio de Janeiro (UFRJ).
Tasso, ao lado de Oscar Martins Gomes, Lacerda Pinto e José Guahiba, fundaram a revista "Fanal", um periódico que era órgão literário do Novo Cenáculo e que circulou entre 1911 e 1913. Este veículo pertenceu ao movimento de vanguarda literária ocorrido no início do século XX, no Paraná, e que ficou conhecido como "os novos" ou "os novíssimos" e também foi um dos representantes da ala espiritualista do modernismo, ao lado de Cecília Meireles e Tristão de Ataíde. Pertenceu ao grupo da Revista Festa, da qual foi um dos fundadores.
Foi discípulo e amigo do filósofo Raimundo de Farias Brito, tendo participado do seu velório e sepultamento com a família. No círculo de pessoas próximas de Farias Brito, tinha ao seu lado Jackson de Figueiredo, Andrade Muricy, Nestor Vítor e outros.
Estreou como poeta com Fio d'Água, em 1918, tendo adotado o verso livre a partir do terceiro livro, Alegorias do Homem Novo, em 1926.
Colaborou em diversas revistas literárias do Rio de Janeiro e de São Paulo. Encontra-se colaboração da sua autoria na revista luso-brasileira Atlântico. Lecionou literatura portuguesa na Universidade Católica e na Faculdade Santa Úrsula, no Rio de Janeiro.
Em novembro de 1936, aderiu à Ação Integralista Brasileira. Dentro do movimento, tornou-se Secretário Provincial de Estudos do núcleo de Guanabara, atual Rio de Janeiro. No ano seguinte, publicou o livro Estado Corporativo, explicando a doutrina integralista e criticando os diversos liberalismos. Chegou a afirmar que, como integralista, estava disposto ao martírio a qualquer instante. Durante o Estado Novo, dirigiu a revista integralista Cadernos da Hora Presente. Em 1945, foi um dos signatários de uma Carta Aberta dos ex-líderes integralistas em defesa do movimento, candidatando-se, nas eleições de 1947 e 1950, a vereador do Rio de Janeiro pelo Partido de Representação Popular, sucessor da AIB. A partir de 1953, participou do Grande Conselho do Movimento Águia Branca, também de caráter integralista.
A 11 de Dezembro de 1941 foi feito Oficial da Ordem Militar de Sant'Iago da Espada de Portugal.

## Obras publicadas
- Jackson de Figueiredo, 1916
- Fio d’Água (poesia), 1918
- A Igreja silenciosa (ensaios), 1922
- A alma heroica dos homens (poesia), 1924
- Alegorias do homem novo (poesia), 1926
- As imagens acesas (poesia), 1928
- Cântico ao Cristo do Corcovado (poesia), 1931
- Definição do Modernismo Brasileiro (crítica literária), 1932
- Discurso ao povo infiel (poesia), 1933
- Tendências do pensamento contemporâneo (ensaios), 1935
- Descobrimento da Vida (antologia poética), 1936
- 30 Espíritos-Fontes (ensaios), 1937
- O sagrado esforço do homem (antologia do trabalho), 1937
- Estado Corporativo (política), 1937
- Caminhos do Espírito (ensaios), 1937
- Gil Vicente e outros estudos portugueses, 1940
- O Canto Absoluto (poesia), 1940
- Alegria do mundo (poesia), 1940
- Só tu voltaste? (romance religioso), 1941
- Cantos do campo de batalha (poesia), 1945
- As qualidades e as virtudes de Euclides da Cunha (coautoria de Plínio Salgado), 1954
- Contemplação do Eterno (poesia), 1952
- Canções a Curitiba (antologia poética), 1955
- Puro Canto (poesia), 1956
- Sombras no Caos (romance), 1959
- Regresso à Origem (poesia), 1960
- Sombras no Caos (romance), 1961
- Puro Canto (poesias completas), 1962
- Literatura comparada, 1964
- Cruz e Sousa: Poesia (antologia completa), 1967
- Diálogo com as raízes (ensaios), 1971

### Obras inéditas de ensaios
- Revolução e Penitência
- Sol dos Séculos
- Problemas e pseudo-problemas de estética
- Contemplação do amor e da beleza
- Dança, Música e Poesia
- Algumas cabeças